# رادها كي بيتيان كيش كار ديخيانجي
رادها كي بيتيان كيش كار ديخيانجي مسلسل اجتماعي عُرض بالهند سنة 2007، ومن أبرز النجوم الذين قاموا بتمثيله سنايا إيراني وراجيني خانا، وأيضا قام به مانيش بول.

## قصة المسلسل
كان دور سنايا شرير في بادئ الأمر، ثم أصبحت طيبة فيما بعد، كما حملت نفس الاسم في المسلسل رفقة صديقتها راجيني.

## بطولة
- سيبريا بيلجاونكار في دور رادها شارما
- أنيتا كانوال في دور روشان أمو
- مونا فاسو في دور روهيني شيخار كابور
- راجيني خانا في دور راجيني شارما
- راتان راجبوت في دور روشي شارما

## روابط خارجية
- رادها كي بيتيان كيش كار ديخيانجي على موقع IMDb (الإنجليزية)
- رادها كي بيتيان كيش كار ديخيانجي على موقع كينوبويسك (الروسية)